# Cimetière parisien de Pantin
O Cimetière parisien de Pantin (também conhecido como Cimetière parisien de Pantin-Bobigny) é um dos três cemitérios de Paris extra muros, localizado na comuna francesa de Pantin, no departamento de Seine-Saint-Denis, na região de Île-de-France.

## História
O cemitério foi inaugurado em 15 de novembro de 1886. Pantin é um dos três cemitérios parisienses extra muros, sendo os outros o Cimetière parisien de Thiais (inaugurado em 1929) e o Cimetière parisien de Bagneux (também inaugurado em 1886).
Desde sua inauguração, um milhão de pessoas foram enterradas no cemitério, com aproximadamente cinco mil sepultamentos ocorrendo anualmente.

## Sepultamentos notáveis
- Fred Othon Aristidès (1931-2013), artista
- Jeanne Aubert (1906-1988), atriz
- Jacques Audiberti (1899-1965), escritor
- Doris Bensimon (1924–2009), sociólogo
- Émile Bernard (1868-1941), pintor
- Boris Bouieff (1925-1979), escritor
- Eugène Criqui (1893-1977), boxeador
- Damia (1892-1978), cantor
- René Daumal (1908–1944), escritor
- Gabrielle Fontan (1873-1959), atriz
- Fratellini family members, família circense
- Fréhel (1891-1951), cantora
- Wiera Gran (1916-2007), cantora
- Constantin Guys (1802-1892) pintor
- Alphonse Halimi (1932-2006), boxeador
- André Hardellet (1911-1974), poeta e escritor
- Helno (1963-1993), cantor o Les Négresses Vertes
- Véra Korène (1901-1996), atriz
- Ludwik de Laveaux (painter) (1868-1894), pintor
- Ginette Leclerc (1912-1991), atriz
- Emmanuel Lévinas (1906-1995), filósofo
- Jean-Pierre Melville (1917-1973), diretor/produtor de cinema, combatente da Resistência Francesa
- Reinette L'Oranaise (1918-1998), cantor
- San Yu (1901-1966), pintor
- Savielly Tartakower (1887-1956), Grande Mestre de Xadrez
- Jules Védrines (1881-1919), aviador
- Ilarie Voronca (1903-1946), poeta
- La Goulue (1866-1929), dançarina de Cancan, trasladada para o Cemitério de Montmartre
- Jean d'Yd (1880-1964), ator